# Azogues
Azogues è una città dell'Ecuador, capoluogo della provincia di Cañar e del Cantone di Azogues.
Ha una popolazione di 27.866 abitanti (dato del 2001). Il nome deriva dal termine spagnolo "mercurio", nell'area vi sarebbero stati infatti ritrovamenti di minerali ricchi di mercurio.

## Geografia fisica
La città è situata sulla Panamericana circa 35 km a nord di Cuenca.

## Monumenti e luoghi d'interesse

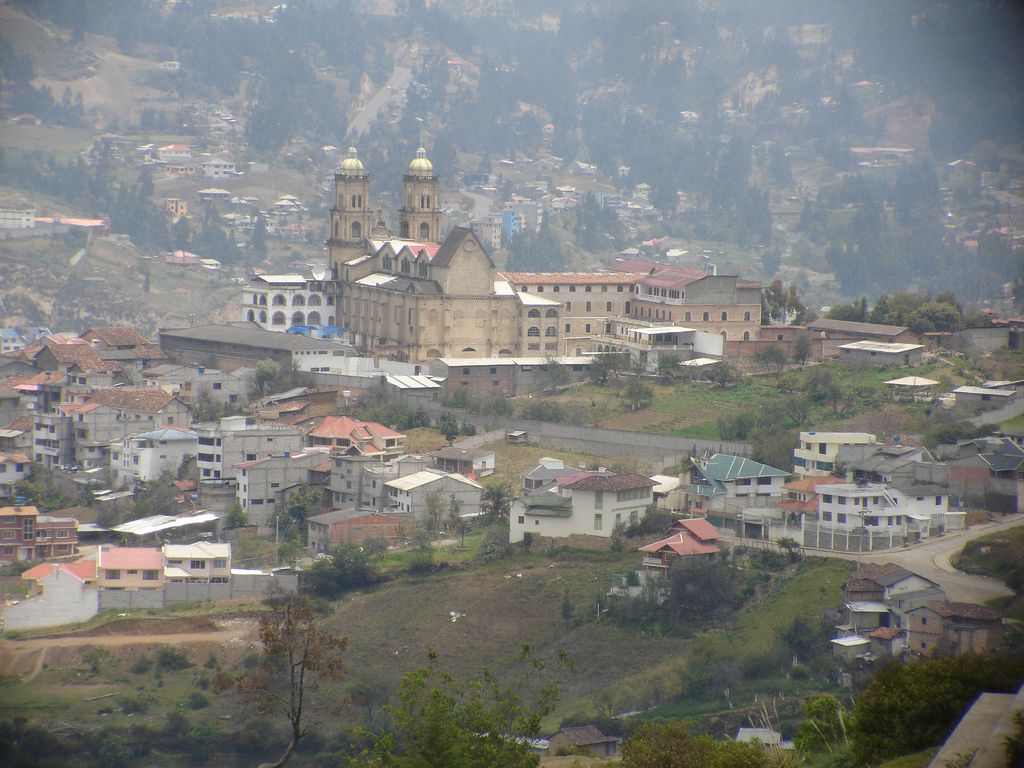
La chiesa di San Francisco

- La Chiesa di San Francisco, collocata su una collina nella parte orientale della città.

## Economia
Una delle caratteristiche di Azogues è la produzione di cappelli Panama.